# Aemilia mincosa
Aemilia mincosa là một loài bướm đêm thuộc phân họ Arctiinae, họ Erebidae.